# Landstigningen vid Kachis kapell
Landstigningen vid Kachis kapell, även kallad Träffningen vid Uransari, skedde den 16 juni 1790 under Gustav III:s ryska krig. Svensk befälhavare var Gustav III, samt William Sidney Smith. Landstigningen skedde med fartyg från Arméns flotta utanför Viborg vid Trångsund (Uransari), vid Kachis kapell.

## Slaget
Klockan 2 på morgonen den 16 juni anlände 1 division ur Arméns flotta till Trångsund vid Kachis udde, under befäl av Smith. Divisionen bestod av chefsjakten skonaren Aurora, 4 galärer och 38 kanonslupar och kanonjollar. Vilket ger en styrka om totalt cirka 2 000 man. Ryssarna hade ett dolt kanonbatteri om troligen 6 kanoner samt en styrka om cirka 700 man grenadjärer. Den svenska divisionen anfördes av den engelske översten i svensk tjänst William Sidney Smith.
Svenskarna upptäckte det dolda ryska batteriet och inledde en artilleriduell med densamma. Efter cirka 1 timmes beskjutning exploderade det ryska batteriet varvid svenskarna inledde en landstigning med ett detachement, cirka 200 man, ur Livgardet under kapten Carl Pontus Lilliehorn. Lilliehorn skadades vid landstigningen av eld från de ryska kanonerna men ledde trots sin skada anfallet i främsta ledet, och de möttes av ryska livgrenadjärer och gardestrupper, som efter en kortare strid drog sig tillbaka med en förlust av 4 döda och 26–28 man tillfångatagna. Ytterligare 55 ryssar föll vid själva batteriet. Svenskarna tog dessutom två 12 pundiga kanoner och en enhörning.
Efter slaget befordrades Lilliehorn till överstelöjtnant av Gustaf III ombord på stabsfartyget Amphion. De egna förlusterna uppgick till totalt fyra döda och sexton sårade. De ryska förlusterna uppgick troligen till cirka 59 döda.

### Trofékanoner
Svenskarna lyckades vid denna landstigning ta två ryska tolvpundiga kanoner (den ena rysk från 1770-talet den andra ursprungligen preussisk och troligen tagen av ryssarna under Sjuårskriget) jämte en rysk mörsare, en så kallad enhörning. Dessa togs som troféer och de två kanonerna ställdes upp på Stockholms slott på yttre borggården vid gevärsbron, där en särskilt del av Högvakten, kallad Artillerivakten, ansvarade för dem. De stod kvar framför slottet till 1884.
På kanonerna står följande sentens ingraverad:
Kanonerna står idag utanför kanslihuset på Livgardets regemente i Kungsängen.